# Hypopyra suffusa
Hypopyra suffusa är en fjärilsart som beskrevs av W. Warren 1913. Hypopyra suffusa ingår i släktet Hypopyra och familjen nattflyn. Inga underarter finns listade i Catalogue of Life.